# 桂萬光
桂 萬光（かつら まんこう）は、上方落語の名跡。現在は空き名跡となっている。

結三柏は、桂文枝一門の定紋である。

以下の各代以外にも、7代目桂文治（2代目桂文團治）の門下で、東京の2代目桂小文治の弟分だった噺家がいて、桂米丸の後に萬光を襲名したが、間もなく死亡したため、現在は米丸としても萬光としても代数には数えられていない。

## 初代
初代 桂 萬光（生没年不詳）は、本名、享年とも不詳の落語家。
2代目桂文枝（後の桂文左衛門）の最初の師匠と言われ、当時の高座名「桂南光」は萬光に由来するとされる。その他の詳細不明。

## 2代目
2代目 桂 萬光（1841年（天保12年） - 1905年（明治38年）4月21日）は、明治期の上方落語の落語家。本名: 上村 龜之助。享年65。
現在の大阪府大阪市中央区安堂寺町に生まれる。刀屋の堀江與助の次男。明治維新の廃刀令により生家が廃業となったため、元来芸事が好きで北新地で幇間となり、九八を名乗る。1876年に36歳という中年で2代目月亭文都の門下となり都治を名乗った。1884年ころに2代目桂文枝門下に移り、2代目萬光を襲名した。
幇間出身であることを生かし、『背虫の住吉詣り』『死人茶屋』『桜の宮』などが十八番で、他にも『一休』をよくやっていた。名声は高くなかったものの、桂派の重鎮として活躍した。会心居主人が書いた「思い出の明治の落語」（雑誌『上方落語』5号）によると、小柄で喘息持ちでゴロゴロと鳴らしながらの落語だったが、芸の力はそれを感じさせず、『死人茶屋』は何度聞いても爆笑させるほどの実力の持ち主だったという。4代目桂米團治は、この2代目萬光を崇拝しており、若いころは咳の仕方まで真似ていた。また、趣味で鴬を飼っていたという。
1905年4月6日の法善寺金沢亭と新町瓢亭での『一休』が最後の高座となった。
弟子には笑福亭圓歌がいる。

## 3代目
3代目 桂 萬光（1874年（明治7年） - 1917年（大正6年）11月22日）は、明治・大正期の上方落語の落語家。本名: 伊豆 徳松。享年44。2代目桂小文枝は実弟。
兄・弟とともに落語好きに育ち、播重席で開かれる素人落語に兄弟揃って出演していた。後に3人とも初代桂枝雀の門下になり、長男は雀四郎（大成せず）、自身は雀之助、弟は雀三郎（後に2代目桂小文枝）を揃って名乗った。1912年5月に3代目萬光を襲名する。同年、寿々女会が結成された時、師・枝雀と行動をともにするが、後、三友派に移る。しかし、1917年に死去した。法名は「釋行徳」。
4代目桂米團治が「近世落語家伝ノ七」（『上方はなし』第26集に寄稿）に記しているところでは、次のような人物像であった。
目が大きかったため「台湾金魚」とあだ名された。「器用型」とされて豊富なネタを持ち、そつはなかったが上手にできるネタはなかった。顔芸や四つ竹などの余芸で「お茶を濁していた」。舞台度胸がなく、愛嬌と魅力に乏しかったため贔屓客がなくて貧乏であった。香盤の順位も遂に弟の小文枝を抜くことができなかった。『背虫茶屋』が客から人気だったため、頼まれればたいてい演じていた。
SPレコードには、『まんじゅうこわい』を構成し直した『饅頭喰ひ』と、『正月丁稚』が残されている。
弟子には桂萬十（後の林家染蔵）がいる。